# Kubinyi Ágoston
Felsőkubini és nagyolaszi Kubinyi Ágoston (Videfalva, 1799. május 30. – Tápiószentmárton, 1873. szeptember 19.) művelődésszervező, 1843–1869 között a Magyar Nemzeti Múzeum igazgatója. 1843-tól a Magyar Tudományos Akadémia tiszteleti, 1853-tól igazgató tagja, 1844–45-ben a Királyi Magyar Természettudományi Társulat elnöke volt. Kubinyi Ferenc (1796–1874) paleontológus öccse.

## Élete
1806-tól a besztercebányai evangélikus gimnáziumba járt, majd 1812–14-ben retorikát és poétikát, 1815-ben matematikát tanult a debreceni református kollégiumban. 1815-ben Bécsbe utazott, és hat héten keresztül figyelemmel kísérte a Napóleon utáni Európa geopolitikai erőviszonyait rendező kongresszust. 1815-től négy éven át a pesti egyetemen filozófiát, növénytant, diplomatikát, numizmatikát és régészetet tanult. 1819-től 1821-ig Szentkirályi László nádori ítélőmester oldalán látott el táblai jegyzői feladatokat. A fővárosban töltött évek során ismerkedett meg a kor irodalmi és tudományos közéletének jeles alakjaival, Fáy András, Szemere Pál, Bártfay László írókkal, Forgó György orvossal, Horvát István történésszel, valamint Kazinczy Ferenccel, akivel a későbbiekben levelezett is. 1821-ben Balassagyarmatra került, s előbb Nógrád vármegye aljegyzője, majd főbiztosa lett. Az 1825. évi országgyűlésen a távollevők követeként jelent meg. Az 1820-as évektől egyre buzgóbban lépett fel az egyházi oktatás ügyében, s 1827-től iskolai, 1837-től esperességi felügyelő volt.
1842-ben József nádor őt jelölte a Magyar Nemzeti Múzeum igazgatói posztjára. Kubinyi kilépett a Nógrád vármegyei apparátusból, s mielőtt új tisztségét elfoglalta volna, tanulmányutat tett néhány nyugat-európai múzeum tanulmányozása céljából. Végül 1843-ban foglalta el múzeumigazgatói székét. 1845-ben első magyarként kapta meg a királyi tanácsosi címet.
Az 1848–49-es forradalom és szabadságharc évei Kubinyi és a Nemzeti Múzeum számára is nevezetesek voltak. 1848. március 15-én délelőtt Petőfi Sándor és Jókai Mór Kubinyi őrizetére bízták a szabad magyar sajtón frissen kinyomtatott röplapok két példányát, a 12 pontot és a Nemzeti dalt, utóbbi példányára Petőfi ezt írta: „Az 1848diki marczius 15kén kivívott sajtószabadság után legeslegelőször nyomtatott példány, s így a magyar szabadság első lélekzete.” Kubinyi, annak érdekében, hogy a forradalmi időkben a gyűjteményeket megvédje a fosztogatásoktól, Windischgrätz 1849. januári bevonulása után a császári sereg fővezérétől menlevelet szerzett a múzeum számára. A gyűjtemények a szabadságharc alatt is tovább gyarapodtak.
1849. június 28-án igazgatói állásáról lemondott, de két hónap elteltével, augusztus 22-én visszahelyezték a múzeum élére, s 1869. évi nyugdíjazásáig látta el feladatát. Ferenc József a múzeumban tett 1858. évi látogatása után a kamarási címet adományozta Kubinyinak. Utolsó éveit visszavonultan élte le.

## Munkássága

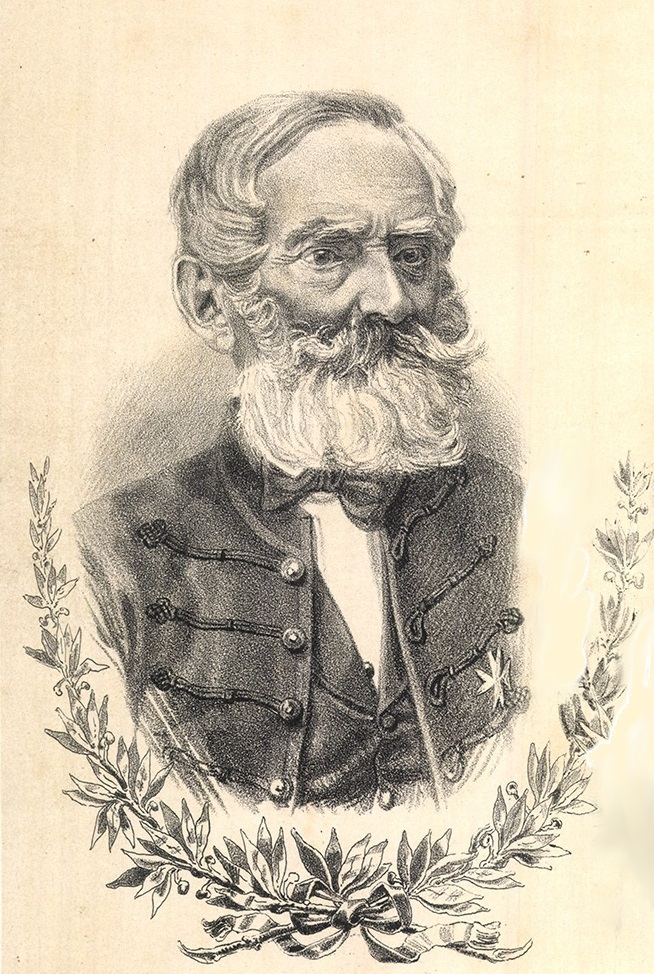
Kubinyi Ágoston (1871)

A protestáns vallású Kubinyi húszas éveitől sokat tett az egyházi ügyek, az egyházi oktatás fejlesztéséért, később – az 1840-es években – pedig a népnevelés, az ismeretterjesztés és a magyar nyelv terjesztése érdekében buzgólkodott. Szűkebb pátriájában, Nógrád vármegyében ezek előmozdítására alapítványt is tett, s Losoncon könyvtárat alapított. A Magyar Nemzeti Múzeum igazgatójaként több fejlesztés fűződik a nevéhez. A Pyrker János László egri érsek által még 1836-ban adományozott képgyűjteményt képtárrá szervezte, s tovább bővítette kortárs festők alkotásaival. Új berendezéseket vásárolt az intézmény számára, 1850-től pedig kiépíttette a múzeumépület körüli kertet. Báró Sina Simon bankárral történt 1857-es scheveningeni személyes találkozásának volt köszönhető az a pénzadomány, amelynek segítségével a múzeum természetrajzi és könyvgyűjteménye jelentősen bővülhetett. Bátyjával, Kubinyi Ferenccel együtt sokat tett a Magyar Orvosok és Természetvizsgálók Vándorgyűlései, valamint a Magyarhoni Földtani Társulat megszervezéséért, megalapításáért. Széles körű művelődéspolitikai törekvéseit számos publicisztikában fogalmazta meg. Szívesen foglalkozott régészettel, zoológiával és botanikával is, de tudományos tevékenysége a népszerűsítés körén belül maradt.
1843-ban a Magyar Tudós Társaság (MTA) tiszteleti, 1853-ban igazgató tagjává választották. Nyugalomba vonulásakor, 1869-ben érdemei elismeréseként az osztrák Vaskorona-rend III. osztályú keresztjét adományozták neki. Fontos pozíciókat töltött be több tudományos társaságban: 1841–43 között a Magyar Természettudományi Társulat alelnöke, 1844–45-ben elnöke, 1851-től az akkor alakult Magyarhoni Földtani Társulat első elnöke, 1841–68 között több ízben a Magyar Orvosok és Természetvizsgálók Vándorgyűléseinek alelnöke, 1872–73-ban elnöke volt. Számos külföldi tudományos társaság választotta tagjai sorába, így az Osztrák Állattani Társaság, a Passaui Természettudományi Egyesület, az amszterdami Natura Artis Magistra állatkert, a Luxemburgi Régészeti Intézet tiszteletbeli, a Görlitzi Tudományos Társaság, a majna-rajnai, szász-altenburgi, koppenhágai és római régészeti társulatok levelező tagja volt. 1859–73 között a johannita rend tiszteletbeli lovagja, 1869-ben a kiegyezés utáni első skót rítusú pesti szabadkőműves páholy, a Corvin Mátyás-páholy alapító tagja és aktív közreműködője volt.

## Főbb művei
- Terv a miként alakulandó magyarországi orvosi és természetvizsgáló társaságról, in: Pesti Hírlap 1841. 41. sz.
- Magyarországi mérges növények, Buda, 1842
- A magyar nemzeti múzeum, Pest, 1848
- Szegszárdi régiségek, Pest, 1857
- A magyar nemzeti múzeum képtárának lajstroma, Pest, 1868
- Hazai műiparunk érdekében, in: Archaeologiai Értesítő, 1869
- A temetések és teendők, Pest, 1869